# Staňkovský rybník
Staňkovský rybník (dříve známý pod názvy Velký Soused a Velký Bystřický rybník) je rozlohou osmý největší rybník v Jihočeském kraji a dvanáctý v celé České republice. Je čtvrtý největší v okrese Jindřichův Hradec. Nachází se na jihu Čech v katastrálním území obce Staňkov u státní hranice s rakouskou spolkovou zemí Dolní Rakousy, která prochází po jeho východním břehu v různě velké vzdálenosti od něj. Vodní plocha má rozlohu 241 ha. Je nejhlubším a nejobjemnějším rybníkem v Česku, údaje o jeho hloubce se však značně liší: 8,5 m, nebo 16 m. Zemní sypaná hráz je 160 m až 170 m dlouhá a 14 m, či 16 m vysoká a zadržuje asi 6,63 mil. m³ nebo 20 mil. m³ vody. Rybník je dlouhý 6 km a jeho obvod je 25 km. Povodí má velikost 124 km². Leží v nadmořské výšce 469 m.

## Pobřeží
Břehy jsou na západě travnaté a u hráze dosahuje až k rybníku domovní zástavba. Na východě je plocha rybníka rozčleněna zalesněnými poloostrovy.

## Vodní režim
Byl vybudován na Koštěnickém potoce nedaleko obce Staňkov. Délka vzdutí dosahuje 4 km. Je napájen mnoha drobnými potoky od severu, ale také z Rakouska – například z rybníka Rubitzkoteich. Dříve byl větší o rozlohu současného rybníka Špačkov, který byl od něj později oddělen, kvůli výnosnějšímu chovu ryb. Výpusť je unikátní: jedná se o tři dřevěné trouby a štolu o rozměrech 250×300 cm společně hrazené dřevěnými lopatami.

## Využití
Hlavním využitím je sportovní rybolov a rekreace. Ke koupání slouží písčitá pláž s mírně se svažujícím dnem. K rekreaci je možné využít autokempy.

## Historie
Rybník byl založen Mikulášem Ruthardem z Malešova v roce letech 1551–1559 na panství Krajířů z Krajku, především kvůli povodním na Koštěnickém potoce. Zatopil při tom pět starších a menších rybníků na Hostici, včetně Vojířova, založeném po roce 1359 Vojířem z Landštejna. Nad rybochovným účelem u nového rybníka převažovala retenční funkce, podobně jako Rožmberk, protože Koštěnický potok se na jaře vydatně rozvodňoval a zaplavoval území od Chlumu až k Třeboni. Dne 15. srpna 1551 sepsal v Lutové Volf Krajíř z Krajku s Jáchymem z Hradce smlouvu, ve které je Volfovi povoleno zatopit hradecké pozemky při stavbě rybníka u Staňkovského mlýna (Staňkovský rybník) až ke Kněžskému rybníku. Jáchymovi se na oplátku povoluje zatopit krajířovské grunty u Kunějova pod Krvavým rybníkem (Kačležský rybník). Na znamení dobré sousedské vůle byly oba rybníky (Staňkovský i Kačležský) pojmenovány Soused, ale názvy se neujaly. Později se jmenoval Velký bystřický rybník a nakonec získal jméno po vsi vzniklé u jeho hráze. Je možné, že původně zde bylo jezero přehrazené skálou, do níž byla vylámána štola pro výpust – podobně jako u rybníka Dvořiště.

## Galerie

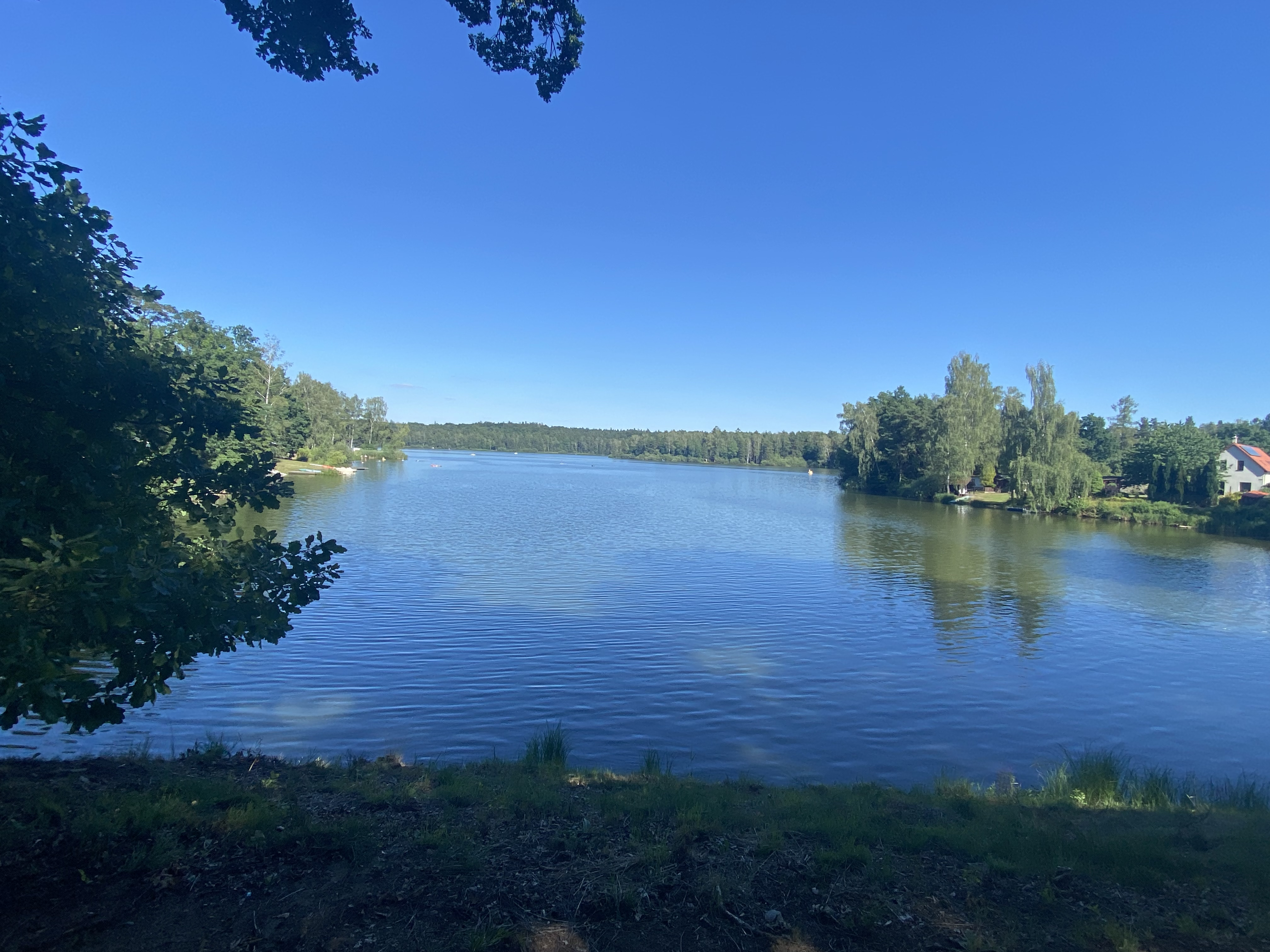
Staňkovský rybník, pohled od hráze
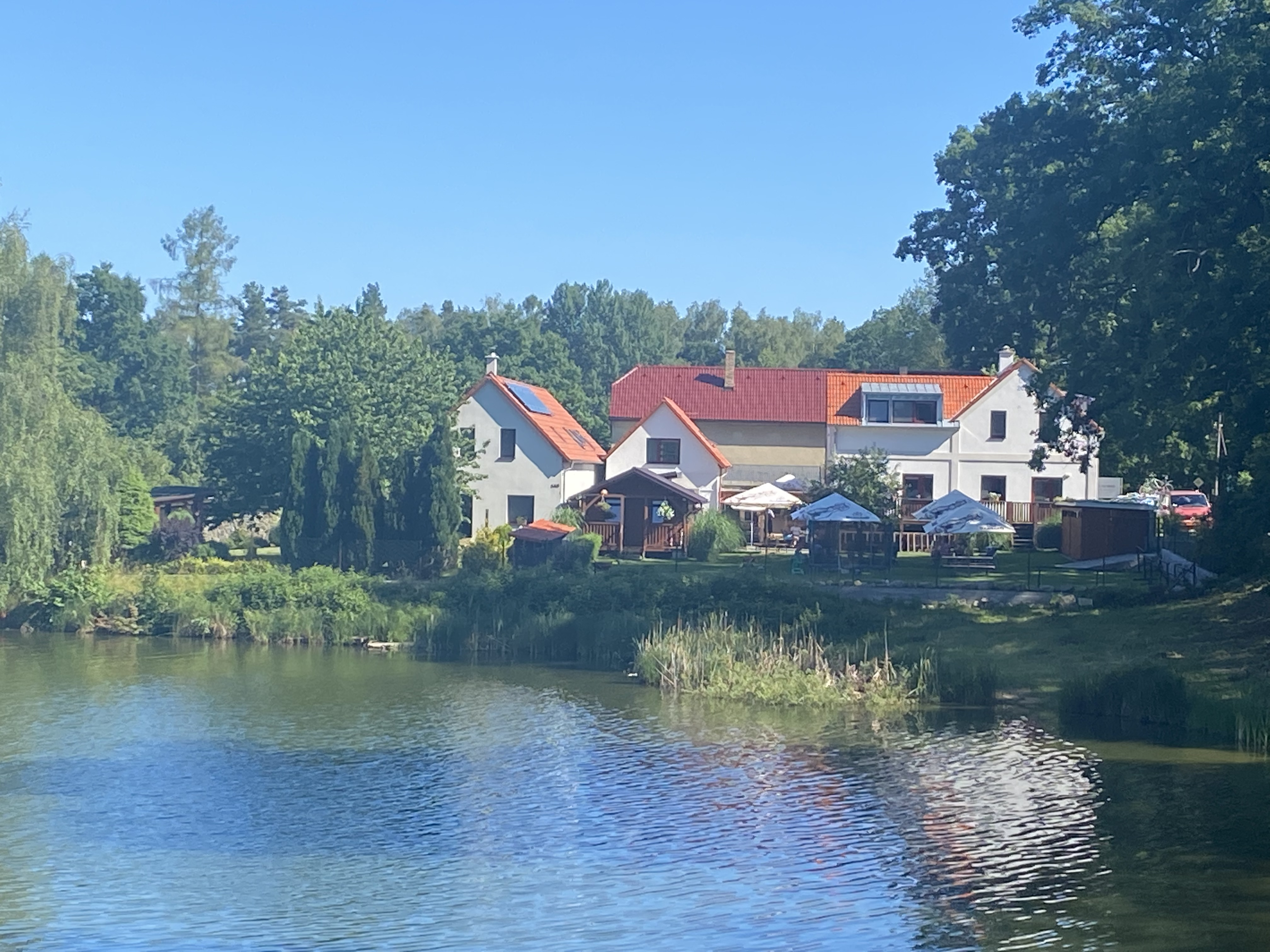
Staňkovský rybník, pohled na břeh u Rezaté pily směrem ke kempu U Kosů
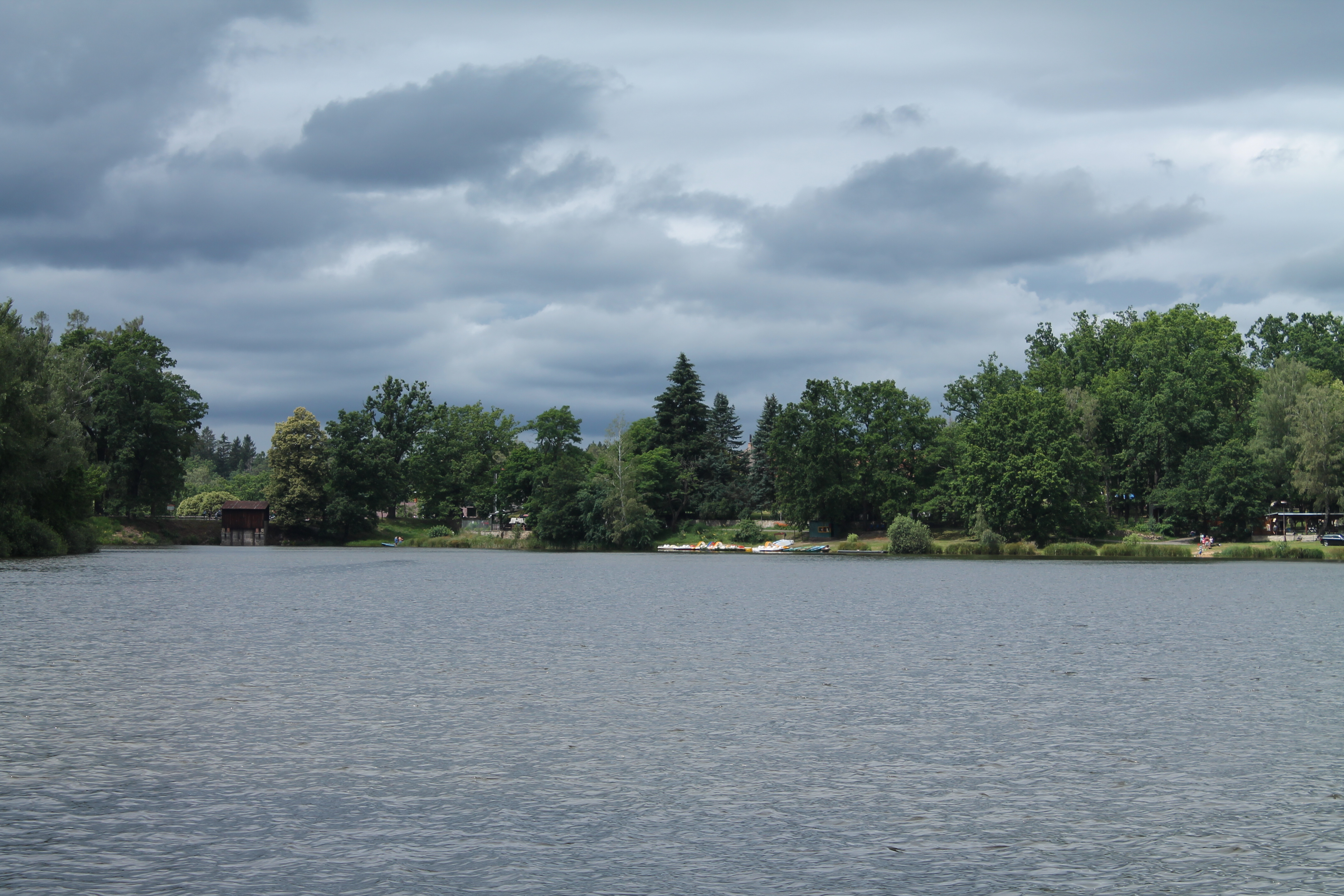
Staňkovský rybník